# Martin Pedersen (cykelrytter, født 1983)
 Der er flere personer med dette navn, se Martin Pedersen.
Martin Pedersen (født 15. april 1983) er en dansk forhenværende cykelrytter, som senest kørte for det professionelle danske cykelhold Christina Watches-Kuma.
Han begyndte sin karriere som professionel i 2006 hos det danske hold Team CSC. Allerede samme år vandt han et internationalt etape-løb, da han sikrede sig både en etape og den samlede sejr i Tour of Britain – hans hidtil bedste resultat. Hvor han særligt som U23-rytter vandt flere massespurter, har han haft sværere ved at markere sig som professionel.
1. januar 2010 skiftede Martin Pedersen til Footon-Servetto-Fuji, hvor han blev lovet en startplads i Tour de France 2010. Han blev dog i sidste ende meldt fra, hvorefter han fokus blev flyttet til Vuelta a España 2010, hvor han fik en startplads.
Martin Pedersen kørte i 2011 sæson for Leopard Trek, men han blev til overs, da det luxembourgske hold fusionerede med Team RadioShack. Efterfølgende skiftede Martin Pedersen fra 2012-sæsonen til Christina Watches-Kuma.
I starten af februar måned 2012 var Martin Pedersen ude at træne ved Lucca i Italien sammen med træningskammeraterne Nicki Sørensen og Brian Vandborg, da han blev ramt af en bil i en rundkørsel og blev alvorligt skadet. Martin Pedersen kom sig efterfølgende over skaden og sikrede i september 2012 det danske Continental-cykelhold, Christina Watches Onfone powered by DANA, deres største sejr til dato, da han samlet vandt Tour of China 1.

## Sejrer
2003
National Track Championships, Madison
2002–2004
U23 National Champion
2005
Liège-Bastogne-Liège U23
Stage 2, Giro di Toscana
Stage 1, 2 and 4, Ringerike GP
Stage 2 and 3, Olympia's Tour
GP San Giuseppe
2006
Overall and Stage 1, Tour of Britain
2007
Mountains Classification, Eneco Tour
2008
1st, Omloop van het Houtland
2009
1st, Rund um Köln
1st, Grand Prix de la Ville de Nogent-sur-Oise
1st, Grand Prix Cristal Energie
2012
1st Overall, Tour of China I